# 三芒虎耳草
三芒虎耳草（学名：Saxifraga trinervia）为虎耳草科虎耳草属下的一个种。

## 扩展阅读
- 維基物種上的相關：三芒虎耳草